# Cassidulinoides
Cassidulinoides es un género de foraminífero bentónico de la subfamilia Cassidulininae, de la familia Cassidulinidae, de la superfamilia Cassidulinoidea, del suborden Buliminina y del orden Buliminida. Su especie tipo es Cassidulina parkeriana. Su rango cronoestratigráfico abarca desde el Pleistoceno hasta la Actualidad.

## Discusión
Clasificaciones previas incluían Cassidulinoides en el suborden Rotaliina del orden Rotaliida.

## Clasificación
Se han descrito numerosas especies de Cassidulinoides. Entre las especies más interesantes o más conocidas destacan:
- Cassidulinoides differens
- Cassidulinoides mexicanus
- Cassidulinoides parkeriana
- Cassidulinoides porrectus

Un listado completo de las especies descritas en el género Cassidulinoides puede verse en el siguiente anexo.